# Championnat du Costa Rica de football 1959
Navigation
Saison précédente Saison suivante
La Primera División 1959 est la trente-septième édition de la première division costaricienne.
Lors de ce tournoi, le LD Alajuelense a conservé son titre de champion du Costa Rica face aux sept meilleurs clubs costariciens.
Chacun des huit clubs participant était confronté trois fois aux sept autres équipes.

## Les 8 clubs participants
| \| San José: Gimnástica Española Deportivo Saprissa LD Alajuelense Carmen FC CS Cartagines I San José CS Herediano Orión FC I San José CS Uruguay \| Localisation des clubs engagés dans le championnat. |
| San José: Gimnástica Española Deportivo Saprissa LD Alajuelense Carmen FC CS Cartagines I San José CS Herediano Orión FC I San José CS Uruguay                                                           |

| Club                | Stade                        | Capacité          | Ville         |
| LD Alajuelense      | Stade Alejandro Morera Soto  | 17 900            | Alajuela      |
| Carmen FC           | Stade Carlos Alvarado        | 3 000             | Santa Bárbara |
| CS Cartagines       | Stade José Rafael Meza       | 13 500            | Cartago       |
| Gimnástica Española | Stade inconnu                | Capacité inconnue | San José      |
| CS Herediano        | Stade Eladio Rosabal Cordero | 8 100             | Heredia       |
| Orión FC            | Stade Lito Monge             | 27 500            | Curridabat    |
| Deportivo Saprissa  | Stade national du Costa Rica | 25 500            | San José      |
| CS Uruguay          | Stade Municipal el Labrador  | 2 500             | Coronado      |

## Compétition
Les huit équipes s'affrontent à trois reprises selon un calendrier tiré aléatoirement. Le dernier du classement est relégué en Segunda División.
Le classement est établi sur l'ancien barème de points (victoire à 2 points, match nul à 1, défaite à 0).
Le départage final se fait selon les critères suivants :
- Le nombre de points.
- Une confrontation aller-retour supplémentaire.

### Classement
| Rang | Équipe              | Pts | J  | G  | N | P  | Bp | Bc | Diff |
| ---- | ------------------- | --- | -- | -- | - | -- | -- | -- | ---- |
| 1    | LD Alajuelense (T)  | 28  | 21 | 12 | 4 | 5  | 43 | 29 | +14  |
| 2    | Deportivo Saprissa  | 26  | 21 | 11 | 4 | 6  | 41 | 25 | +16  |
| 3    | CS Herediano        | 22  | 21 | 9  | 4 | 8  | 33 | 27 | +6   |
| 4    | CS Cartagines       | 22  | 21 | 9  | 4 | 8  | 30 | 32 | -2   |
| 5    | Orión FC (P)        | 21  | 21 | 6  | 9 | 6  | 25 | 33 | -8   |
| 6    | Carmen FC           | 19  | 21 | 8  | 3 | 10 | 29 | 30 | -1   |
| 7    | Gimnástica Española | 18  | 21 | 5  | 8 | 8  | 26 | 36 | -10  |
| 8    | CS Uruguay          | 12  | 21 | 3  | 6 | 12 | 27 | 42 | -15  |

| Légende : Qualifications et relégations | Légende : Qualifications et relégations             |
| --------------------------------------- | --------------------------------------------------- |
|                                         | Relégué en Segunda División                         |
|                                         | (T) : Tenant du titre (P) : Promu de la saison 1958 |

## Bilan du tournoi
| Tableau d'Honneur |                |
| Compétition       | Vainqueur      |
| Primera División  | LD Alajuelense |
| Copa Costa Rica   | CS Herediano   |

| Promotions et relégations   |                |
| Relégué en Segunda División | CS Uruguay     |
| Promu de Segunda División   | CS La Libertad |